# Taxman
"Taxman" é uma canção composta por George Harrison e gravada pela banda britânica The Beatles no álbum Revolver, de 1966. A letra apresenta uma crítica aos pesados impostos de renda progressivos estipulados pelo governo trabalhista de Harold Wilson. Um dado curioso da canção é que, apesar de George ser o guitarrista-solo oficial da banda, foi Paul McCartney que tocou o solo de guitarra, uma vez que seu colega não havia criado um acorde definitivo deste nível.